# Rudżm al-Akra
Rudżm al-Akra – wieś w Syrii, w muhafazie Aleppo, w dystrykcie Manbidż. W 2004 roku liczyła 177 mieszkańców.